# IP-АТС
IP-АТС, также IP-УАТС (англ. IP-PBX, от Internet Protocol и Private Branch Exchange, то есть телефонная система для частного пользования) — автоматическая телефонная станция (АТС) на основе межсетевого протокола IP операторского уровня или для небольших организаций, в качестве УАТС.
Как и обычная АТС, IP-АТС призвана выполнять те же функции центрального узла телефонной связи в населенном пункте или регионе или внутренней телефонной сети в организации, учреждении. И также, кроме возможности установления соединения в автоматическом режиме IP-АТС могут предоставлять некоторые другие расширенные функции. Так как почти все возможности реализованы средствами программного обеспечения, то в IP-АТС легко наращивать функциональность, модернизировать их, исправлять ошибки. Кроме того, в качестве основы для функционирования АТС такого вида лежит компьютерная сеть (локальная сеть организации, Интернет и т. п.), что также расширяет возможности пользователей внутренней телефонной сети.
На сегодняшний день можно встретить три вида IP-АТС:
1. Аппаратные IP-АТС — поставляется в виде специализированного оборудования с предустановленным ПО. В подобных решениях аппаратная часть не подлежит усовершенствованию CPU, DDR, HDD, PRI и масштабирование производится не так эффективно. Основные представители: AddPac, Alcatel, Avaya, Cisco, Nortel, Panasonic, Zultys, Ericsson-LG iPECS.
2. Программные IP-АТС — распространяется в виде готовых Linux-дистрибутивов или исполняемых файлов под операционную систему Windows: 3cx, AsteriskNow, FreePBX, Elastix, РТУ, Zeon, WELLtime, iPECS vUCP. Преимущества данного класса — возможность работы в виртуальном окружении Vmware, XEN, KVM, VirtualBox и возможность гибко выбирать аппаратные характеристики. С помощью специализированных PCI-плат Digium, OpenVox, Sangoma можно бесшовно подключить IP-АТС к уже имеющейся инфраструктуре по цифровым портам PRI, ISDN BRI и аналоговым FXO, FXS.
3. Виртуальные АТС — услуга операторов телефонной связи или Интернет-провайдеров по организации корпоративной телефонии за счёт применения Интернета и оборудования IP-телефонии (в частности VoIP-телефонов) в офисе компании-клиента и выделенной программной АТС или виртуальной сущности (например домена или чего-то подобного) на софтсвиче или аппаратной АТС телекоммуникационной компании.

## Функции IP-АТС
Как и любая другая телефонная станция, IP-АТС обеспечивает возможность установления и поддержания соединения, а также завершения вызова в автоматическом режиме, обеспечивая обработку и передачу сигнализации между телефонными устройствами пользователей и другими телефонными станциями по различным каналам связи. При этом IP-АТС может использовать только технологии IP-телефонии или сочетать подключение к компьютерной сети, наряду с подключением к сети канальной коммутации (TDM) и телефонной сети общего пользования, выполняя одновременно роль VoIP-шлюза.
Кроме установления телефонного соединения для совершения разговора, IP-АТС предлагает пользователям многие другие возможности.

### Основные
- Auto Attendant — автосекретарь
- Outbound Dialer — система автоматического дозвона до указанного номера
- Call Blocking — блокировка нежелательных звонков
- Call Detail Records — запись информации о соединениях в CDR-файл или в базу данных
- Call Forwarding — автоматическое перенаправление на другой номер
- Call Pick-up — перехват звонка
- Call Queuing — постановка звонков в очередь
- Call Transfer — перевод звонка
- Call Waiting — режим ожидания для второго звонка если линия занята
- Caller ID — определение номера
- Conferencing — конференц-связь
- Conversation Recording — запись разговоров
- Interactive Voice Response (IVR) — система интерактивных голосовых меню. При больших нагрузках по входящим звонкам система позволяет сделать выбор назначения нажатием клавиш телефона, тем самым избавляя операторов от рутинной работы.
- Music On Hold — музыка в режиме ожидания
- Protocol Bridging — функция, позволяющая проводить преобразования данных в сетях между разными протоколами
- Voicemail System — голосовая почта

### Дополнительные
- ACD Features — функции системы автоматического распределения сигналов
- Advanced User Interface — интерфейс для пользователя с функциями: Find me, Follow Me, Unified Messaging, Call recordings, Voicemail .wav файлов и записью истории персональных логов звонков
- Analog and Digital T1 Ready
- Analog Phone Support — поддержка аналоговых каналов путём пропуска сигнала через специальный шлюз
- ANI Routing — отображение информации о поступившем звонке — Automatic Number Identification (ANI), чаще всего просто номер, с которого поступил звонок, и маршрутизация входящих вызовов, основываясь на ANI
- Announcement Interface — интерфейс приветствий компании. Например автоматическое приветствие при входящем звонке будет различным для рабочего времени и для нерабочего и выходных/праздничных дней
- Auto call forwarding — автофорвард звонка, функция включает и выключает правило для переадресации звонка на другой номер телефона или мобильный, вручную или автоматически, в зависимости от того, регистрируется местонахождение мобильного телефона абонента в офисе или за его пределами
- BYO Phones — выбор и добавление новых номеров в персональный список контактов пользователя
- Call Barge — функция перехвата активного разговора супервизором
- Call Parking — парковка (паркинг) звонка. «Парковка» вызова подразумевает его перевод на некую виртуальную телефонную линию (с постановкой на удержание) с тем, чтобы ожидающего таким образом клиента обработал тот же или другой оператор. Для того, чтобы принять запаркованный вызов, абоненту необходимо на телефонном аппарате набрать номер виртуальной линии
- Call Return — автоматический возврат переведённого звонка при неответе назад секретарю
- Call Screening — экранирование входящих звонков. Система просит представиться, затем ставит входящий звонок на удержание, и докладывает абоненту о входящем.
- Caller ID Customization — опция, позволяющая менять Caller ID на исходящих звонках
- Caller Position Notification — уведомление о номере в очереди в списке ожидания к включению
- Cell Phone Integration — интеграция мобильного телефона
- Channel Bank Support — технологические устройства и оборудование, подключающее аналоговые линии к высокоскоростному каналу E1/T1 за счет преобразования голоса в цифровую форму и мультиплексирования с разделением времени
- Chan Spy — функция, позволяющая выборочно прослушивать определённые текущие разговоры, так называемый шпион за каналами
- Click to Dial — набор телефонного номера из интерфейса компьютера кликом мыши по номеру телефона в тексте
- Conference Rooms — создание и мониторинг виртуальных конференций
- CRM Integration — интеграция с CRM-системой
- Custom Routing Rules — задание правил для маршрутизации звонков
- Custom VoIP Provider — подключение к дополнительному VoIP-провайдеру (например альтернативному оператору связи МГ/МН)
- Dial by Name Directory — набор телефона по имени сотрудника в телефонной книге компании
- DID’s (Direct Inward Dialing) — прямые внешние номера, связанные с внутренними номерами абонентов офисной телефонной сети
- DNIS Routing — маршрутизация звонков основанная на номере назначения
- Enhanced Mobility — усовершенствованные расширенные опции мобильности, например использование беспроводных гарнитур Bluetooth
- Extension Call Recording — запись входящих и/или исходящих разговоров для различных внутренних номеров, транков
- Extension Groups — группы с одним внутренним номером — для Call-center
- Extension Range Flexibility — гибкий диапазон внутренних номеров
- Fax PDF Support — поддержка приёма факсимильных сообщений в формате .pdf
- Fax Support — поддержка приёма факсов
- Fax to Email — возможность отправки факса на электронную почту
- Find Me / Follow Me — перенаправление звонка на разные номера в рамках одного поступившего вызова. Своего рода поиск абонента по его существующим номерам — например, офис -> мобильный -> домашний, плюс окончательная переадресация на голосовую почту
- Inbound Call Description — описание параметров соединения
- Inbound Call Whisper — функция выдачи сообщения-подсказки стороне, принимающей звонок, информации о том, кто звонит и откуда
- Integrated Paging — интеграция текстовых сообщений
- Intuitive VoIP Ready — возможность подключения к разным провайдерам, независимо от их форматов передачи данных. Включение телефонных линий на неограниченное количество исходящих звонков
- Least Cost Routing (LCR) — маршрутизация телефонных вызовов по критерию наименьшей стоимости
- Multiple Music on Hold — возможность использовать не просто одну композицию, а несколько вариантов музыки в ожидании, вплоть до подключения музыкальной библиотеки или потокового интернет-радио
- Multivendor Phone Options — опции подключения нескольких провайдеров телефонии
- NIS Routing — маршрутизация на основе информации сетевой информационной службы (маршрутизация по протоколу NIS)
- On the Fly Recording — включение функции записи звонка во время разговора
- Operator Console — пульт оператора
- Outbound Dial Map — визуализация исходящей маршрутизации
- Outlook Integration — интеграция с почтовым клиентом Outlook
- Overhead Paging — функция, позволяющая делать объявления для работников компании через телефоны, имеющие функцию громкой связи (Hand free)
- Powerful Reporting — функция сбора отчётов о совершившихся соединениях
- PSTN or Digital Failover — функция переключения на дублирующие каналы: на наземную телефонную связь или цифровые каналы
- Remote Linked Servers — связь с удаленными серверами
- Remote Phones — удаленный телефонный доступ
- SMS Voicemail notification — SMS уведомление о получении нового сообщения голосовой почты
- Speed Dial Numbers — назначение абонентами персональных сокращённых номеров для быстрого набора
- System Diagnositcs — диагностика статуса системы и информации о пользователях
- Time of Day Routing — перенаправление звонка в зависимости от времени суток
- Unified Messaging — интегрированная система обработки сообщений (концепция современной телефонии, в рамках которой все входящие телефонные звонки, вызовы электронной почты и факсимильной связи сосредоточиваются на едином компьютерном экране)
- Unlimited Voicemail Boxes — неограниченное количество ящиков для голосовой почты
- Voicemail Blast Groups — если нужно оставить голосовое сообщение на несколько номеров, эта функция позволяет выбрать список нужных номеров и создать из них группу и оставить сообщение всей группе
- Voicemail Bypass — функция, позволяет переключиться на живого оператора в обход голосовой почты
- Voicemail Callback — функция позволяет записать Caller ID звонящего и перезвонить ему прямо из режима прослушивания Voice Mail
- Voicemail to Email — отправка голосового сообщения на электронную почту, VoiceMail to Email или голосовая почта- примет входящее голосовое сообщение и перешлет его на указанный абонентом IP-АТС адрес e-mail в виде вложенного mp3-файла
- Voicemail Web Access — доступ к голосовой почте через веб-интерфейс
- VoIP Compression — характеризует сжатие при передаче в рамках протокола VoIP, зависит от кодека
- VoIP Ready — функция подключения к любому провайдеру из предустановленного списка основных VoIP-провайдеров, у провайдера следует уточнять поддерживает ли он SIP-звонки

## Дополнительные возможности IP-АТС
- Консолидация (Consolidation). «Соединение сообщений» — эта функция обрабатывает все телекоммуникационные устройства, предоставляя пользователю удобный интерфейс по работе с ними. Обрабатываются: телефонные звонки, VoIP звонки, e-mail, голосовая почта, чат, видео звонки и многое другое. Другими словами, АТС соединяет все устройства и перенаправляет информацию устройству, которое ближе всего к абоненту. УАТС может попытаться связаться с абонентом по личному телефону, потом по офисному и т. д., это зависит от настроек. В любом случае, УАТС знает, как найти абонента в сети. Есть возможность переадресации звонка, приходящего на офисный номер, на мобильный телефон.
- Радар персонала (Personnel Locator). Есть возможность отследить, откуда абонент последний раз контактировал с системой. Некоторые УАТС интегрируют GPS- и RFID-технологии в свои радарные системы. Использование радара поможет УАТС не звонить абоненту на офисный телефон, а сразу сохранить сообщение в голосовой почте когда абонент находится дома.
- Интеграция E-mail (E-mail Integration). Современные УАТС умеют подключаться к почтовым клиентам (таким как Microsoft Outlook) и получать контактную информацию о клиентах, которые у абонента на проводе. При звонке клиента имя и телефон сравниваются с существующими записями в базе данных контактов почтовых программ, и полный профиль звонящего высвечивается на экране. Это помогает абоненту иметь более полное представление о звонящем и понимать как лучше обслужить клиента. УАТС также может перенаправить голосовые сообщения на e-mail подчинённого. Эти сообщения посылаются в виде аудиофайлов, что даёт возможность подчинённым сохранять и обрабатывать всё содержимое ящика голосовой почты.
- Полная интеграция деловых сведений (Total «Business Intelligence» Integration). Кроме e-mail в УАТС можно интегрировать все деловые сведения. УАТС имеет возможность получать данные с компьютера и от базы данных клиентов, которая находится на компьютере абонента. Хорошо сконфигурированная УАТС дает возможность сразу узнать полную информацию о звонящем, историю его отношений с компанией, степень важности звонящего и, возможно, прошлые проблемы. Эта технология может быть полезна, если нужно провести анализ данных о звонящем и попробовать предугадать причину его следующего звонка. Во время звонка можно послать звонящему электронное сообщение. Подобный функционал может быть предоставлен посредством интеграции IP-АТС с CRM-системой.
- Маршрутизация звонка (Call Routing). Дополнительные возможности УАТС позволяют перенаправлять звонок в зависимости от его важности, времени ожидания, текущего времени, даты и т. д.
- Аналоговая и IP-телефония. Для обеспечения максимальной гибкости современные УАТС предоставляют возможности звонков как по аналоговым, так и по IP-телефонам. Оба типа звонков имеют свою цену и преимущества. Следовательно, важно настроить УАТС таким образом, чтобы звонки на большие расстояние шли через VoIP, тогда как звонки, которые могут быть сделаны по аналоговым сетям, были сделаны именно так. Очень редко можно встретить компанию, которая в малой степени использует VoIP. Для начала, проводится анализ эффективности аналоговых звонков.
- Мультимедийная IP-подсистема (IP Multimedia Subsystem, IMS). Для того, чтобы УАТС перешла на новый уровень, следует убедиться, что у неё есть возможность предоставления IMS-функционала. IMS позволяет пользователям посылать и принимать сообщения разного типа данных, не только звукого и текстового. Для примера, можно создать видеоконференцию или сделать презентацию в реальном времени.
- Виртуальные УАТС (Virtual PBX Systems). Возможности IP-PBX могут быть реализованы при существенно более низком уровне расходов путём покупки виртуальной УАТС. Для получения доступа к базовым возможностям УАТС (и некоторым дополнительным) попробуйте использовать УАТС, работающую во внешней сети.